# Old Wave
Albums de Ringo Starr
Stop and Smell the Roses
(1981) Starr Struck: Best of Ringo Starr, Vol. 2
(1989)
Old Wave est le neuvième album solo de Ringo Starr Paru le 16 juin 1983, c'est un nouvel échec critique et commercial, qui poussera le musicien à cesser tout enregistrement en studio jusqu'en 1992, avec Time Takes Time. La photographie de la couverture a été prise dans une cabine photographique du nord de l'Angleterre avant que le batteur ne joigne les Beatles. Celle du dos est de Ron Slenzak (en). 

## Liste des chansons
1. In My Car (Joe Walsh, Richard Starkey, Mo Foster, Kim Goody) 3:13
2. Hopeless (Walsh, Starkey) 3:17
3. Alibi ( Walsh, Starkey) 4:00
4. Be My Baby (Joe Walsh) 3:44
5. She's About A Mover (Sir Douglas Quintet Cover) (Doug Sahm) 3:55
6. I Keep Forgettin' (Chuck Jackson Cover) (Jerry Leiber, Mike Stoller) 4:18
7. Picture Show Life (John Reid, John Slate) 4:21
8. As Far as We Can Go (Russ Ballard) 3:52
9. Everybody's in a Hurry But Me (Walsh, Starkey, John Entwistle, Eric Clapton, Chris Stainton) 2:35
10. Going Down (Walsh, Starkey) 3:34
11. As Far as We Can Go (Version originale) (Ballard) 5:33 (bonus sur la réédition de 1994)

## Fiche de production

### Interprètes
- Ringo Starr : chant, chœurs, batterie, percussions
- Joe Walsh : guitare, harmonica, synthétiseurs, chœurs
- Waddy Wachtel : guitare solo (Picture Show Life, Going Down), harmonica (Going Down)
- Eric Clapton : guitare (Everybody's in a Hurry But Me)
- Kal David : guitare (She's About a Mover)
- Sherwood Ball : guitare (She's About a Mover)
- Mo Foster : basse (In My Car, Hopeless, Alibi, Be My Baby, I Keep Forgettin, Picture Show Life, As Far as We Can Go, Going Down), chœurs (Going Down)
- John Entwistle : basse (Everybody's in a Hurry But Me)
- Kenny Edwards : basse (Going Down)
- Chris Stainton : claviers (In My Car, Hopeless, Alibi, Be My Baby, I Keep Forgettin, Picture Show Life, Going Down), piano (Everybody's in a Hurry But Me)
- Gary Brooker : claviers (In My Car, Hopeless, Alibi, Be My Baby, I Keep Forgettin, Picture Show Life, Going Down), chœurs (Going Down)
- Joe Vitale (en) : piano, chœurs  (As Far as We Can)
- Bruce MacPherson : orgue (She's About a Mover)
- David Wooford  : saxophone (She's About a Mover)
- Lee Thornburg : trompette (She's About a Mover)
- Garrett Adkins : Trombone  sur 5
- Ray Cooper - Percussion sur 6, 9
- Sam Clayton - Percussion sur 5
- Joe Lala : Percussion sur 5
- Jocko Marcellino - Percussion sur 5
- Mark Easterling, Steve Hess, Patrick Maroshek : Chœurs sur 1, 7
- Barbara Bach : Chœurs sur 10
- Peter Bunetta : Batterie sur 5
- Russ Kunkel : Batterie sur 6

## Production
- Joe Walsh : Production
- Russ Ballard : Production
- David DeVore, Jim Nipar : Ingénieurs